# 中島健蔵・水原明窗賞
中島健蔵・水原明窗記念賞（なかじまけんぞう・みずはらめいそうきねんしょう）は、日本及び世界各国の郵便切手類の歴史及び郵便制度の研究に関して、その長期にわたる貢献が特に著しいと認められる個人を表彰に対して授与される。

## 概要
日本における切手収集趣味の普及と発展を目的として創立された公益財団法人日本郵趣協会初代会長・中島健蔵および、初代理事長・水原明窗の郵趣界における功績を称えるため創設された。

## 選考基準
長期にわたる郵趣活動を対象とし、次の選考基準をできるだけ多く満たした個人を選考する。
1. 普及啓発事業 - 郵趣を広く社会一般に普及啓発することに努め、功績顕著と認められること
2. 展覧会事業 = 国際規模の展覧会へコレクション出品を通して、研究成果を広く社会一般に還元することに功績顕著と認められること
3. 学術調査研究事業 - 出版物、研究発表会及び文化シンポジウムを通して、研究成果を広く社会一般に還元することに功績顕著と認められること
4. 地域支援・人材育成事業 - 地域における展覧会の開催、人材育成及び文化ボランティア活動に功績顕著と認められること

## 選考委員会
中島健蔵・水原明窗賞既受賞者と、公益財団法人日本郵趣協会理事若干名を加えた、中島健蔵・水原明窗記念賞選考委員会で選考を行う。

## 選考結果の発表
毎年1回、その年度の受賞者に本賞を授与する式典を行う。受賞者は、記念講演または記念切手展を開催する。